# Chemerina punctinervis
Chemerina punctinervis är en fjärilsart som beskrevs av Rothschild 1914. Chemerina punctinervis ingår i släktet Chemerina och familjen mätare. Inga underarter finns listade i Catalogue of Life.